# Gorges de la Vingeanne
Les gorges de la Vingeanne sont des gorges formées par la Vingeanne sur le territoire communal d'Aprey, dans le département de la Haute-Marne, en France.

## Géographie
Dans le périmètre du parc national de forêts, sur le plateau de Langres, elles entaillent un plateau calcaire qui culmine à 450 mètres d'altitude.

## Randonnée
Seul canyon de la Haute-Marne,  un circuit botanique a été balisé en jaune dans les gorges.